# Leonard Wilcox
Leonard Wilcox (Hanover, 1799. január 29. – Orford, 1850. június 18.) az Amerikai Egyesült Államok szenátora (New Hampshire, 1842–1843).